# 렌호
렌호(일본어: 蓮舫, 1967년 11월 28일 ~ )는 일본의 전직 배우 출신 정치인이다. 입헌민주당 소속으로 참의원 의원 3선을 지냈다.
민주당 내각에서 내각부 특명담당대신, 공무원제도개혁담당대신을 지냈으며, 참의원내에서는 동일본대지진부흥특별위원장, 민주당에서는 간사장 대행, 대표 대행을, 민진당에서는 대표대행 및 제2대 대표를 지냈다.

## 이름
'렌호'는 이름이며, 별도의 성(姓)을 쓰지 않고 활동하고 있다. 대만계 일본인으로 중국식 이름은 셰롄팡(중국어: 謝蓮舫, 병음: Xiè Liánfǎng 셰롄팡[*], 영어: Hsieh Lien-fang)이며, 부부동성제를 채택하는 일본 법률에 따라 남편 무라타 노부유키(村田信之)의 성씨를 따 무라타 렌호(일본어: 村田蓮舫)라 표기하기도 한다. 대한민국 언론에서는 '렌호' 표기를 사용하지만, 화교 출신임을 강조하기 위해 중국식 이름 '롄팡'을 표기하는 경우도 있다.

## 생애
일본 기업과 무역 활동을 하던 타이완 기업인 셰저신(謝哲信)과, '미스 시세이도'에 선정된 바 있는 사이토 게이코(齊藤桂子) 사이에서 태어났다. 태어날 당시에는 중화민국 국적이었으나 17세가 되던 1985년 자연적으로 일본 국적을 취득해 복수국적자가 되었다. 중화민국 국적은 2016년까지 유지되었으며, 2016년 렌호 본인의 선택으로 일본 국적만을 유지하게 되었는데 이로 인하여 이중국적 논란이 발생한 바 있다. 아오야마가쿠인 대학의 유치원, 초등부, 중등부, 고등부를 거쳐 아오야마가쿠인 대학 법학부 공법학과를 졸업하였으며, 1995년부터 1997년 사이에는 베이징 대학에서 수학했다.
1985년 연예계에 데뷔하여, NTT의 광고 모델, 니혼 TV의 예능 프로그램, TV 아사히의 보도 프로그램 <스테이션 EYE> 진행 등을 맡았다. 2004년 데즈카 요시오의 제의로 민주당에 입당, 참의원 의원 선거에서 당선되어 정계에 입문했다.
2024년 5월 27일 기자회견에서 7월 치러지는 도쿄도지사 선거에 출마할 것을 선언하였다. 입후보를 위해 같은 해 6월 12일 입헌민주당을 탈당하고 20일 참의원 의원직을 상실하였다. 도지사 선거에서 렌호는 입헌민주당, 일본공산당, 사회민주당의 지원을 받았으나 6인 중 득표율 3위로 낙선했다.

## 역대 선거 결과
|  | 16.66% |

|  | 28.06% |

|  | 18.05% |

|  | 10.64% |

|  | 18.81% |